# Октанол-1
Октанол — органическое вещество, относится к классу жирных спиртов. Содержится в эфирных маслах цитрусовых (грейпфрутовое масло, апельсиновое масло, бергамотовое масло).
Хорошо растворим в спирте, петролейном эфире, плохо в воде.
Запах — сильный жирно-цитрусовый.

## Получение
В промышленности октанол получают по Циглеру из этилена и триэтилалюминия с последующей ректификацией образующихся спиртов:
{\displaystyle {\mathsf {Al(C_{2}H_{5})_{3}+9C_{2}H_{4}\ \longrightarrow \ Al(C_{8}H_{17})_{3}+3O+3H_{2}O\ \longrightarrow \ 3C_{8}H_{17}OH+Al(OH)_{3}}}}
Также гидрированием октановой кислоты и её эфиров, а также октиловых эфиров жирных кислот, получаемых из кокосового масла.

## Применение
Применяют как компонент парфюмерных композиций, отдушек и пищевых эссенций.
Бинарная система н-октанол — вода также применяется в фармацевтической химии, поскольку является удобной моделью для оценки липофильности многих соединений. В частности, C. Hansh избрал н-октанол в качестве стандартного растворителя для определения lgP благодаря его формальному сходству с липидами: длинная алкильная цепь и функциональная группа, проявляющая как протодонорные, так и акцепторные свойства.

## Безопасность
Раздражает слизистые оболочки, поражает зрение и паренхиматозные органы. ПДК 10 мг/м3